# Symplocos citrea
Symplocos citrea là một loài thực vật có hoa trong họ Dung. Loài này được Lex. ex La Llave & Lex. miêu tả khoa học đầu tiên năm 1824.